# Shama, Ghana

Shama är en ort i sydvästra Ghana, belägen vid kusten, ett par mil nordost om Sekondi-Takoradi. Den är huvudort för distriktet Shama och hade 11 031 invånare vid folkräkningen 2010. Det finns ett fort, San Sebastian, vid Shama.